# Mediální ekologie
Koncept mediální ekologie vychází z předpokladu, že technologie nejen výrazně ovlivňuje společnost, ale také kontroluje prakticky všechny oblasti života a virtuálně ovládá všechny životní pochody. Ekologie v tomto pojetí odkazuje na životní prostředí, ve kterém je médium použité - co je zač, a jakým způsobem ovlivní společnost. Média ve své době určují podstatu společnosti a chovají se jako extenze lidských smyslů. Teoretický koncept navrhl Marshall McLuhan v roce 1964, termín mediální ekologie představil Neil Postman v roce 1968.

## Koncept Marshala McLuhana
McLuhan v Understanding me: Lectures and Interviews naznačuje koncept mediální ekologie, když upozorňuje na vlastnost uspořádávání různých médií takovým způsobem, aby si vzájemně vypomáhala, tudíž se vzájemně nevyruší. Uvádí příklad, že rádio mnohem více než televize napomáhá gramotnosti, nicméně televize může pomáhat při učení jazyků. To znamená, že určité věci lze provádět s některými médii a nikoliv s jinými. Pokud je toto pole narušeno, tak jedno médium ruší druhé.

## Neil Postman a mediální ekologie
Podle Neila Postmana pohlíží mediální ekologie na to, jakým způsobem komunikační média ovlivňují lidské vnímání, chápání a hodnoty a také to, jak nám naše interakce s médii usnadňuje přežití. Slovo ekologie v tomto konceptu podle něj implikuje studium životního prostředí, tedy to, jak struktura a obsah dopadá na lidi. Mediální ekologie se snaží o zjištění toho, jaké role nás média učí hrát, jak strukturují to, co vidíme a proč nás nutí chovat se určitým způsobem.

## Mathew Fuller a mediální ekologie
Fuller obrací pozornost k materialitě médií a mezi mediální ekologii řadí díla softwarového designu, nové archivační postupy i práci s metadaty. Mediální ekologie jsou pro něj výzkumem a prací se současnými technologiemi a médii.

## Mediální ekologie v umění
Ekologické myšlení se vzájemně ovlivňuje od 60. let s uměním. Objevovaly se témata jako půda, zvířata či rostliny. Umělci se například zaměřují například na dopady chemických látek na přírodu a životní prostředí. Umění mediální ekologie tedy využívá různá média, které používá jako prostředek pro upozorňování na životní prostředí. často také využívá přírodní procesy, jako iniciátory technologického procesu. Ekologie je zde chápána jako obor zabývající se vztahy a strukturami v přírodních procesech, ale zároveň také v informačními technologiemi a sociálními vztahy.

### Felix Guattari a Tři ekologie
Svět je v optice Fullera nutno vnímat z perspektivy Tří ekologií, tedy ze sociálního, duchovního a environmentálního hlediska. Estetická praxe ve spojení s vědou a technologií nám může nabídnout nejproduktivnější odpověď na environmentální otázky.

### Umělci a výstavy
V roce 2006 byla uspořádána londýnskou galerií Barbican art gallery výstava Radical Nature, která monitorovala změny životního prostředí planety Země mezi lety 1969 - 2009. Dalším zástupcem výstav umění mediální ekologie může být například výstava Hungry City v roce 2012 v Berlíně. Zúčastnili se jí například umělci Sonja Ahlhäuser, Yekaterina Anzupowa, Agnes Denes, Henry Riebesehl, Bonnie Sherk či Lukasz Skapski.